# Latilly
Latilly – miejscowość i gmina we Francji, w regionie Hauts-de-France, w departamencie Aisne.
Według danych na styczeń 2014 roku gminę zamieszkiwało 215 osób, a gęstość zaludnienia wynosiła 22,8 osób/km².